# SANIX Presents グローバルアリーナ・ブルガリアフェスティバル

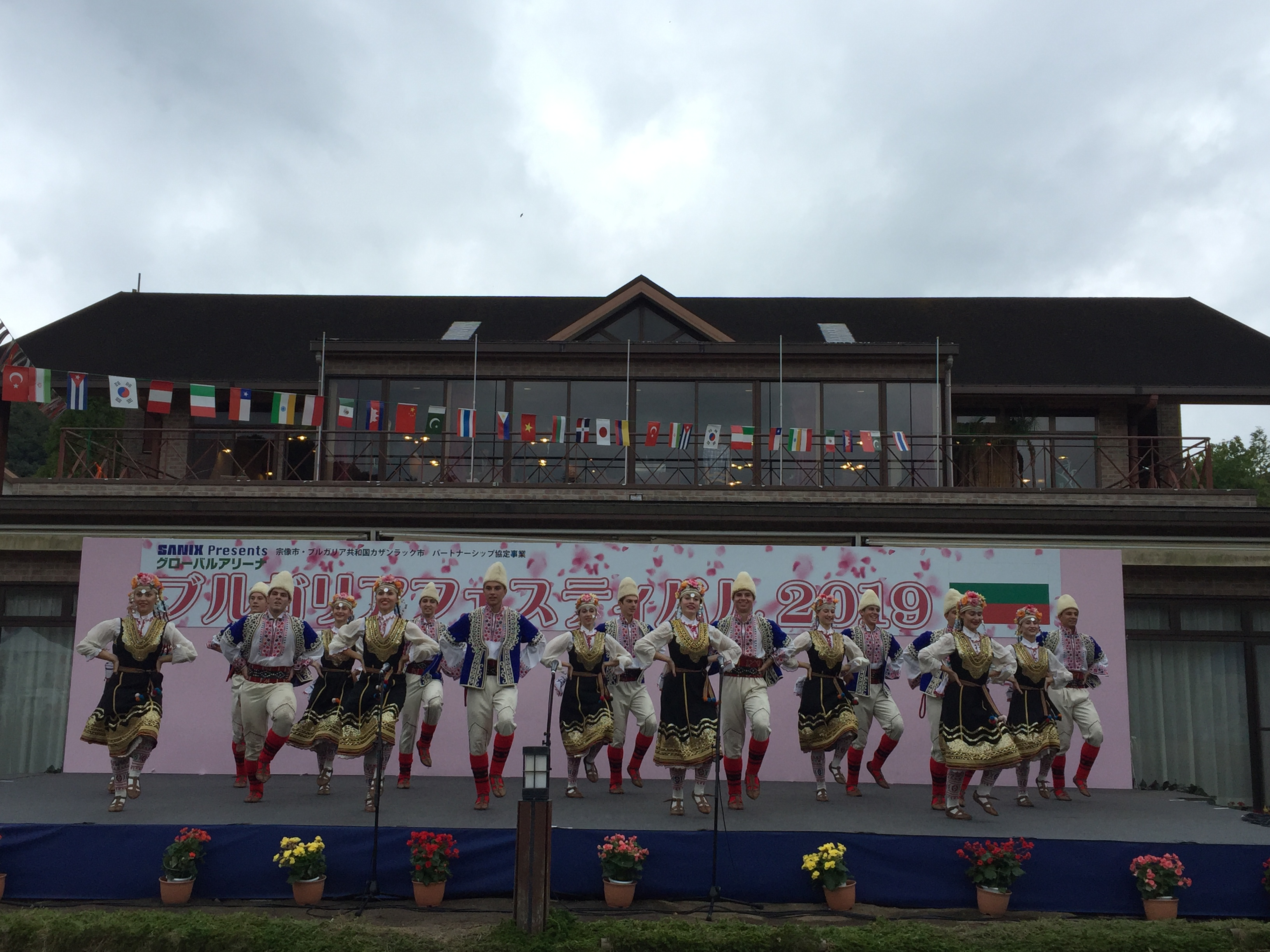
ザンラック民族舞踊団

SANIX Presents グローバルアリーナ・ブルガリアフェスティバルは、ブルガリア共和国の伝統文化と食文化の紹介や国際交流のイベント。主催は、一般財団法人サニックススポーツ振興財団と株式会社グローバルアリーナ。2001年よりカザンラック民族舞踊団の若手ダンサーを招き、福岡県宗像市のグローバルアリーナで開催。2007年以降は、毎年9月中に行われる。宗像市・ブルガリア共和国カザンラック市パートナーシップ協定事業。
2020年に開催予定だった第20回開催は、新型コロナウイルス感染拡大防止のため、中止となった。

## 概要
ブルガリア共和国・カザンラック市のカザンラック民族舞踊団の楽団と若手ダンサーを招いて、平日に市内外の学校や福祉施設を訪問、国際交流を図る。また、週末にグローバルアリーナで集客イベントを開催（2007年より「ワールドフェスティバル」と言う）。
2006年よりブルガリアの食文化紹介のため、本場のシェフを招待し、ブルガリア料理レストランを期間限定で開店。2018年以降は、ブルガリア料理の提供は屋台形式に変わった。
また、2008年より、カザンラック市の顔となるバラの女王のコンテストで、当舞踊団元女子ダンサーが優勝したのを機に、毎年当年のバラの女王を特別招待し、バラの谷の街・カザンラック市とそのバラ関連産業の紹介に努める。
2004年に初めてカザンラック民族舞踊団が宗像ユリックスで行ったホール公演が恒例の行事となり、大分市と宮崎県綾町、広島県福山市など県外で巡業することにつながる。

## 軌跡
2001年12月に、「ブルガリアとキャンドルのクリスマス」開催のめ、ブルガリア共和国よりカザンラック民族舞踊団とレフスキー新体操クラブの選手を招待し、ブルガリアの伝統文化とスポーツの紹介イベントとして初開催。 
以降、毎年の秋、週末に踊りと音楽の演奏や新体操の大会と指導で集客イベントが行われてきたが、2007年からは、カザンラック民族舞踊団を9月、レフスキー新体操クラブを11月に、と各イベントの拡大を目指し来日時期を分けたため、「ブルガリアフェスティバル」とは、9月に行われるブルガリア伝統文化関連イベントのみを指すようになる。
2007年から世界各国の出店料理が並ぶ「世界の味横丁」と海外のパフォーマンスステージの新設よって、「ブルガリアフェスティバル」から「ワールドフェスティバル」へと発展していく。 
2014年から夜のイベント「前夜祭」を始め、2016年からそのフィナーレを花火が飾る。

## 関連事項
2008年に、ブルガリアの伝統文化やスポーツなどの紹介、ブルガリアの人との様な形の交流の功績が認められ、一般財団法人サニックススポーツ振興財団の当所理事長の宗政伸一が在福岡ブルガリア共和国名誉領事に任命。同11月に、サニックス本社内に「在福岡ブルガリア共和国名誉領館」が開館。
2009年4月、福岡・ブルガリア共和国友好協会が設立。初代会長は、安井弦一郎。
2009年9月、8年間にわたる宗像市民とブルガリアとの交流をたたえ、カザンラック民族舞踊団のヒリスト・ストヤノフ団長が宗像市の親善大使に任命。
2010年9月16日、宗像市とカザンラック市の間に、パートナーシップ都市協定が締結。
2010年10月29日、在福岡ブルガリア共和国名誉領事、宗政伸一がブルガリア共和国のマダラの騎士（勲位一等）を受章。
2019年1月16日付、宗政寛が2代目在福岡ブルガリア共和国名誉領事に就任。

## カザンラック民族舞踊団のホール公演

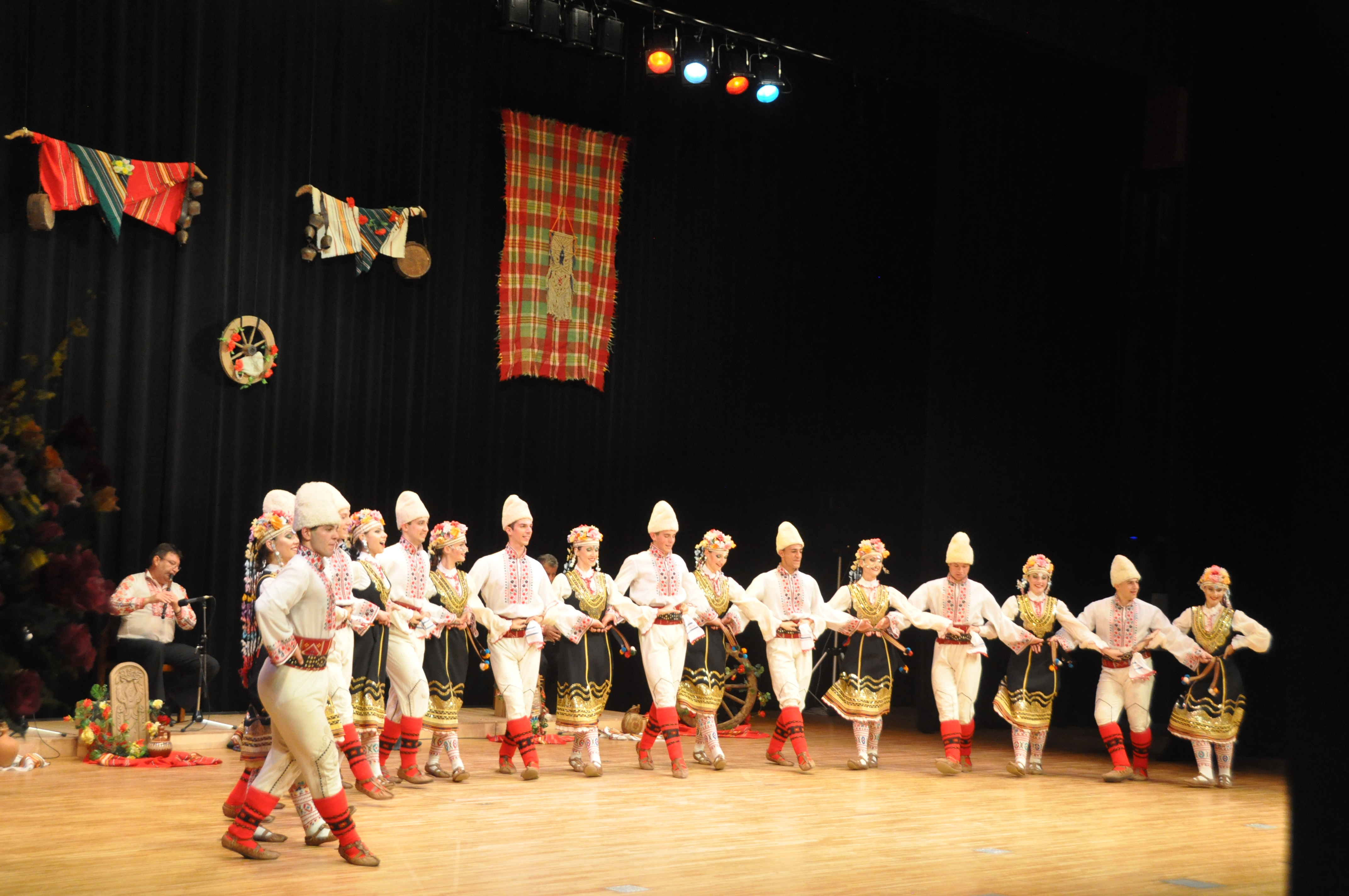
宗像ユリックスのステージにて2019年）の

### 福岡県
- 2004年〜～2019年 - 毎年、宗像ユリックスハーモニーホールにて実施（計15回）[4]
- 2009年9月18日 - 岡垣サンリーアイハミングホールにて（岡垣町）
- 2011年9月20日 - アザレアホール須恵（須恵町）

### 大分県
- 2007年9月23日 - コンパールホール（大分市）
- 2013年9月18日 - 日田市民文化会館「パトリア日田」（日田市）[5]

### 宮崎県
- 2011年9月21日　綾町文化ホールにて（綾町）

### 東京都
- 2013年9月24日 - なかのZERO大ホールにて[6][7][8]
- 2016年9月27日 - 杉並公会堂大ホールにて[9][10]
- 2018年9月29日 - 国立オリンピック記念青少年総合センター大ホールにて[11][12][13]

### 広島県
- 2014年9月17日 - 沼隈サンパルホールにて（福山市）[14]
- 2015年9月29日 - 県民文化センターふくやまにて（福山市）[15][16]
- 2016年9月20日 - 県民文化センターふくやまにて（福山市）[17]
- 2017年9月25日 - 県民文化センターふくやまにて（福山市）[18]
- 2018年9月19日 - 県民文化センターふくやまにて（福山市）[19]